# Mono Cliffs Provincial Park
Mono Cliffs Provincial Park är en park i Kanada.   Den ligger i provinsen Ontario, i den sydöstra delen av landet, 400 km väster om huvudstaden Ottawa. Mono Cliffs Provincial Park ligger 435 meter över havet.
Terrängen runt Mono Cliffs Provincial Park är huvudsakligen platt, men österut är den kuperad. Terrängen runt Mono Cliffs Provincial Park sluttar österut. Närmaste större samhälle är Orangeville, 14,9 km söder om Mono Cliffs Provincial Park. 
Omgivningarna runt Mono Cliffs Provincial Park är en mosaik av jordbruksmark och naturlig växtlighet. Runt Mono Cliffs Provincial Park är det ganska glesbefolkat, med 29 invånare per kvadratkilometer.